# Ian MacKaye
Ian MacKaye (16 d'abril del 1962) és un músic estatunidenc, conegut per ser el fundador i l'amo de Dischord Records, un segell discogràfic de música hardcore i per ser integrant de diverses de les més importants bandes del moviment hardcore i emo-core com The Teen Idles (1979), Minor Threat (1980), Embrace (1985) i Fugazi (1987).
També ha estat productor de bandes tan resenyables com Rites of Spring o Bikini Kill. També és conegut per ser un dels impulsors (de manera involuntària) del moviment straight edge. Aquest moviment va començar sobre la base d'un dels temes de Minor Threat anomenat: Out of Step, on la lletra deixa en clar la postura de la banda davant l'alcohol, el sexe i el tabac.
També el tema Straight edge és pres com base d'aquest moviment. Va ser la primera persona a utilitzar la paraula "emo" per a catalogar un estil de música, que molt difereix del que s'entén com a tal avui dia. Actualment es troba mostrant el seu art en un duet anomenat The Evens.